# Basudevapur
Basudevapur (nepalski: वसुदेवपुर) – gaun wikas samiti w zachodniej części Nepalu w strefie Bheri w dystrykcie Banke. Według nepalskiego spisu powszechnego z 2001 roku liczył on 854 gospodarstw domowych i 4768 mieszkańców (2311 kobiet i 2457 mężczyzn).